# Борщів (станція)
Борщів — проміжна залізнична станція Тернопільської дирекції Львівської залізниці на неелектрифікованій лінії Вигнанка — Іване-Пусте між станціями Тересин (5 км) та Іване-Пусте (14 км). Розташована в місті Борщів Чортківського району Тернопільської області.
На станції завантажуються зернові культури та гіпсовмісні породи.

## Історія
Станція відкрита 1898 року.

## Пасажирське сполучення
З 13 травня 2019 року дві пари приміського дизель-поїзда № 6273/6276 (денний рейс) та № 6279/6272 (вечірній рейс) сполученням Тернопіль — Іване-Пусте було скорочено до станції Борщів. Без приміського руху залишився перегін Борщів — Іване-Пусте, на якому знаходяться три зупинних пункти.
З червня 2020 року дві пари приміського дизель-поїзда № 6273/6276, № 6279/6272 сполученням Тернопіль — Борщів також були скасовані. Наразі пасажирське сполучення зі станцією припинено на невизначений термін.